# Axel Salzmann
Axel Salzmann (* 30. September 1950 in Karl-Marx-Stadt) ist ein ehemaliger deutscher Eiskunstläufer, der im Paarlauf für die DDR startete.
Er nahm mit seiner Partnerin Annette Kansy an den Olympischen Winterspielen 1972 in Sapporo teil. Sie erreichten Platz 8.
Bei den Eiskunstlauf-Weltmeisterschaften 1971 und 1972 kamen sie jeweils auf Platz 7. Bei Europameisterschaften belegten sie 1970 Platz 6 und 1972 Platz 5. Bei den DDR-Meisterschaften gewannen sie zweimal die Silbermedaille und einmal Bronze.